# Lamego
Lamego is een stad en gemeente in het Portugese district Viseu.
De gemeente heeft een totale oppervlakte van 166 km² en telde 28.081 inwoners in 2001.

## Geschiedenis
Bekend is dat Ordoño II van León in 910 de stad wist te veroveren op de moslims van Al-Andalus. De herovering van de moslims vond plaats in 997 door troepen van Al-Mansur ibn Abi Aamir. Ferdinand I van Castilië veroverde op november 29 in 1057 de stad op de moslims. Alfons I van Portugal werd hier in 1139 als eerste koning van Portugal gekroond.

## Geboren
- Luís Martins (10 juni 1992), voetballer

## Plaatsen in de gemeente
| - Almacave (Lamego) - Avões - Bigorne - Britiande - Cambres - Cepões - Ferreirim - Ferreiros de Avões - Figueira - Lalim - Lazarim - Magueija | - Meijinhos - Melcões - Parada do Bispo - Penajóia - Penude - Pretarouca - Samodães - Sande - Sé (Lamego) - Valdigem - Várzea de Abrunhais - Vila Nova de Souto d'El-Rei |